# Philodendron spiritus-sancti
Philodendron spiritus-sancti é uma espécie de planta do gênero Philodendron e da família Araceae.  A espécie ameaçada é buscada por colecionadores e vítima de tráfico de biodiversidade (biopirataria). 

## Taxonomia
A espécie foi descrita em 1987 por George Sydney Bunting. 

## Forma de vida
É uma espécie hemiepífita, herbácea e trepadeira. 

## Descrição
| Raiz           | Raiz                                                                                       |
| -------------- | ------------------------------------------------------------------------------------------ |
| raiz           | alimentadora                                                                               |
| Caule          |                                                                                            |
| caule          | internó curto/internó cinza brilhante/profilo verde claro                                  |
| Folha          |                                                                                            |
| bainha         | inconspícua                                                                                |
| pecíolo        | conspícuo/verde                                                                            |
| laminar        | inteira/sagitada/hastada/triangular/base sagitada/nervura lateral primária ambo lado/3 à 6 |
| margem         | inteira                                                                                    |
| Inflorescência |                                                                                            |
| simpodial      | axial                                                                                      |
| pedúnculo      | curto menor que a espata/verde/vináceo                                                     |
| espata         | levemente constrita/face externa verde mácula avermelhado/face externa verde brilhante     |
| espádice       | subséssil                                                                                  |
| Flor           |                                                                                            |
| estame         | curto                                                                                      |
| estaminódio    | estreito na base                                                                           |
| gineceu        | ovoide/subcilíndrico                                                                       |
| ovário         | ovoide/subcilíndrico                                                                       |
| lóculo         | 7/8/9                                                                                      |
| óvulo          | 3/4                                                                                        |
| placentação    | sub-basal                                                                                  |
| estigma        | desconhecido                                                                               |
| Fruto          |                                                                                            |
| baga           | creme amarela                                                                              |
| Semente        |                                                                                            |
| semente        | numerosa                                                                                   |

## Conservação
A espécie faz parte da Lista Vermelha das espécies ameaçadas do estado do Espírito Santo, no sudeste do Brasil. A lista foi publicada em 13 de junho de 2005 por intermédio do decreto estadual nº 1.499-R. 

## Distribuição
A espécie é encontrada no estado brasileiro de Espírito Santo. 
A espécie é encontrada no domínio fitogeográfico de Mata Atlântica, em regiões com vegetação de floresta ombrófila pluvial.